# Татарский Тоймобаш
Татарский Тоймобаш (тат. Татар Туймабашы) — деревня в Алнашском районе Удмуртии Российской Федерации.

## География
Находится в 4 км к северу от села Алнаши и в 83 км к юго-западу от Ижевска.
Осевая доминанта села — ул. Центральная.

## История
В 1929 году в деревне Татарский Тоймобаш образован колхоз «Красный Партизан».

В 1950 году в результате объединения колхозов «Игенче» (выселок Игенче) и «Красный партизан» (деревня Татарский Тоймобаш) образован колхоз «Победа». В 1958 году колхоз «Победа» упразднён и деревня присоединена к объединённому колхозу «Большевик», с центральной усадьбой в селе Алнаши.

### Административно-территориальная принадлежность
Входила в состав Больше-Кибьинской волости, в составе Елабужского уезда Вятской губернии (1859—1921), с 1921 по 1924 годы — Можгинского уезда Вотской АО. В 1924 году при укрупнении сельсоветов в составе Алнашского сельсовета Алнашской волости. В 1929 году упраздняется уездно-волостное административное деление и деревня причислена к Алнашскому району.
В 1991 году Алнашский сельсовет разделён на Алнашский и Ромашкинский сельсоветы, деревня передана в состав нового сельсовета. 16 ноября 2004 года Ромашкинский сельсовет был преобразован в муниципальное образование «Ромашкинское» и наделён статусом сельского поселения.
В 2021 году Ромашкинское сельское поселение упразднено Законом Удмуртской Республики от 23 апреля 2021 года № 27-РЗ к 9 мая 2021 года в связи с преобразованием муниципального района в муниципальный округ.

## Население
| 2008 | 2010 | 2012 |
| ---- | ---- | ---- |
| 89   | ↘84  | ↘79  |

### Историческая численность населения
По итогам десятой ревизии 1859 года в 23 дворах казённой деревни Карашур-Унчи (Тойны, Арляшь, Татарский Тоймобаши) Елабужского уезда Вятской губернии проживали 91 житель мужского пола и 87 женского, располагалась мечеть.
Население на 1 января 2008 года — 89 человек.
- Ильясов Шайхлислам Ситдикович (1878 г.р.) — кулак.
- Ильясов Салих Шакирович (1891 г.р.) — кулак.
- Ильясова Гайниямал Губайдулловна (1885 г.р.) — член семьи кулака.
- Ильясова Насиха Мухаметовна (1891 г.р.) — член семьи кулака.
- Ильясова Зайтуна Шайхлисламовна (1903 г.р.) — член семьи кулака.
- Ильясов Гата Шайхлисламович (1912 г.р.) — чл. семьи кулака.
- Ильясова Сара Шайхлисламовна (1915 г.р.) — член семьи кулака.
- Ильясов Менгали Шайхлисламович (1921 г.р.) — член семьи кулака.
- Ильясов Нурислам Шайхлисламович (1925 г.р.) — член семьи кулака.
- Ильясова Асия Шайхлисламовна (1928 г.р.) — член семьи кулака.
- Ильясова Гольнафиста Салиховна (1932 г.р.) — член семьи кулака.
- Уразманова Хадыча Нуриахметовна (1892 г.р.) — председатель колхоза. Арестована 4 сентября 1940 г. Приговор: 5 лет.

## Люди, связанные с деревней
- Уразбахтин Гали Бакирович — уроженец деревни, призван Алнашским РВК в 1940 году, на фронте с июля 1941 года. Отличился будучи командиром взвода тяжёлых танков, в бою у деревни Озёрка был атакован вражескими танками, два танка подбил экипаж лейтенанта Уразбихтина, третий — экипаж соседнего танка. Награждён орденом Красного Знамени[13].

## Инфраструктура
Личное подсобное хозяйство с зоной сельскохозяйственного использования, индивидуальная застройка усадебного типа.
Основа экономики — сельское хозяйство.

## Достопримечательности
Мемориальный комплекс увековечивания памяти павших в годы Великой Отечественной войны. Расположен на Центральной улице.
Маршрут

## Транспорт
Деревня доступна автотранспортом.  